# Kraftwerk Akkats
Das Kraftwerk Akkats ist ein Wasserkraftwerk in der Gemeinde Jokkmokk, Provinz Norrbottens län, Schweden, das am Lilla Luleälven etwas flussaufwärts der Ortschaft Jokkmokk liegt. Es wurde von 1969 bis 1973 errichtet. Das Kraftwerk ist im Besitz von Vattenfall und wird auch von Vattenfall betrieben.

## Absperrbauwerk
Das Absperrbauwerk besteht aus einem Staudamm. Die Wehranlage befindet sich am südlichen (rechten) Ende des Damms. Der Staudamm wurde am Abfluss des Lilla Luleälven aus dem See Vajkijaure errichtet. Das Stauziel liegt bei 259 m über dem Meeresspiegel.

## Kraftwerk
Das Kraftwerk Akkats verfügt über eine installierte Leistung von 150 (bzw. 157 oder 158) MW. Die durchschnittliche Jahreserzeugung liegt bei 565 (bzw. 590) Mio. kWh. Die Fallhöhe beträgt 46 m. Der maximale Durchfluss liegt bei 200 m³/s pro Turbine.
Das Kraftwerk wurde von 1969 bis 1973 errichtet. Ursprünglich war eine Kaplan-Turbine mit einer Leistung von 150 MW und einem Durchfluss von 385 m³/s installiert. Im Jahr 2002 kam es zu einer Panne im Kraftwerk; trotz umfassender Reparaturarbeiten konnte die Produktionskapazität nur bis zu 85 % wiederhergestellt werden. Deshalb entschloss man sich 2008 zur Modernisierung der Anlage. Dabei wurde die alte Turbine durch zwei neue Kaplan-Turbinen mit jeweils 75 MW Leistung ersetzt, wodurch sich eine Steigerung der jährlichen Stromerzeugung um 26 Mio. kWh erzielen ließ.
Die Kosten für die Modernisierung wurden 2007 auf 650 Mio. SEK geschätzt.

## Sonstiges
Die beiden Tore der Wehranlage wurden von Bengt Lindström bemalt.